# (538) Friederike
(538) Friederike és un asteroide que pertany al cinturó d'asteroides i que fou descobert el 18 de juliol de 1904 per Paul Götz des de l'observatori de Heidelberg-Königstuhl, Alemanya.
Va rebre aquest nom per un amic del descobridor.